# Marcus Grate
Marcus Grate est un fondeur suédois, né le 27 décembre 1996 à Vaxholm. Sa discipline de prédilection est le sprint.

## Biographie
Membre du club IFK Umeå (en), il apparaît dans des courses de la FIS, dont la Coupe de Scandinavie à partir de la saison 2012-2013.
Gagnant de deux sprints au niveau junior en Suède en fin d'année 2015, il prend part aux Championnats du monde junior 2016, où il est quinzième du sprint.
Après une victoire en sprint à Umeå, il obtient une sélection en Coupe du monde en mars 2018 à Lahti (35e du sprint libre).
En février 2019, pour sa deuxième course en Coupe du monde, il parvient à plusieurs trois tours sur le sprint libre de Cogne pour atteindre la finale et la sixième place. L'hiver suivant, il signe d'autres top dix à ce niveau dans des sprints et monte sur son premier podium en sprint par équipes avec Johan Häggström à Dresde (2e).
En 2021, à Oberstdorf, il honore sa première sélection pour des championnats du monde, terminant 18e du sprint classique.

## Palmarès

### Championnats du monde
| Épreuve / Édition        | Sprint                           | Sprint    | 15 km | 15 km                            | Poursuite 2 × 15 km | 50 km | Relais | Relais    |
| Épreuve / Édition        | libre                            | classique | libre | classique                        | Poursuite 2 × 15 km | 50 km | Sprint | 4 × 10 km |
| Mondiaux 2021 Oberstdorf | Épreuve inexistante à cette date | 18e       | -     | Épreuve inexistante à cette date | —                   | -     | -      | -         |

Légende :
- : pas d'épreuve
- — : n'a pas participé à l'épreuve

### Coupe du monde
- Meilleur classement général : 48e en 2020.
- Meilleur résultat individuel : 6e.
- 1 podium en sprint par équipes : 1 deuxième place.

#### Courses par étapes
- 1 podium :
  - Tour de Ski : 1 podium.

#### Classements en Coupe du monde
| Saison / Épreuve | Saison / Épreuve | Général | Général | Distance | Distance | Sprint | Sprint |
| Saison / Épreuve | Saison / Épreuve | Class.  | Points  | Class.   | Points   | Class. | Points |
| ---------------- | ---------------- | ------- | ------- | -------- | -------- | ------ | ------ |
| 2019             | 2019             | 68e     | 70      | -        | -        | 31e    | 70     |
| 2020             | 2020             | 48e     | 116     | -        | -        | 16e    | 116    |
| 2021             | 2021             | 79e     | 37      | -        | -        | 38e    | 37     |